# Blau-Weiß Wiehre Freiburg

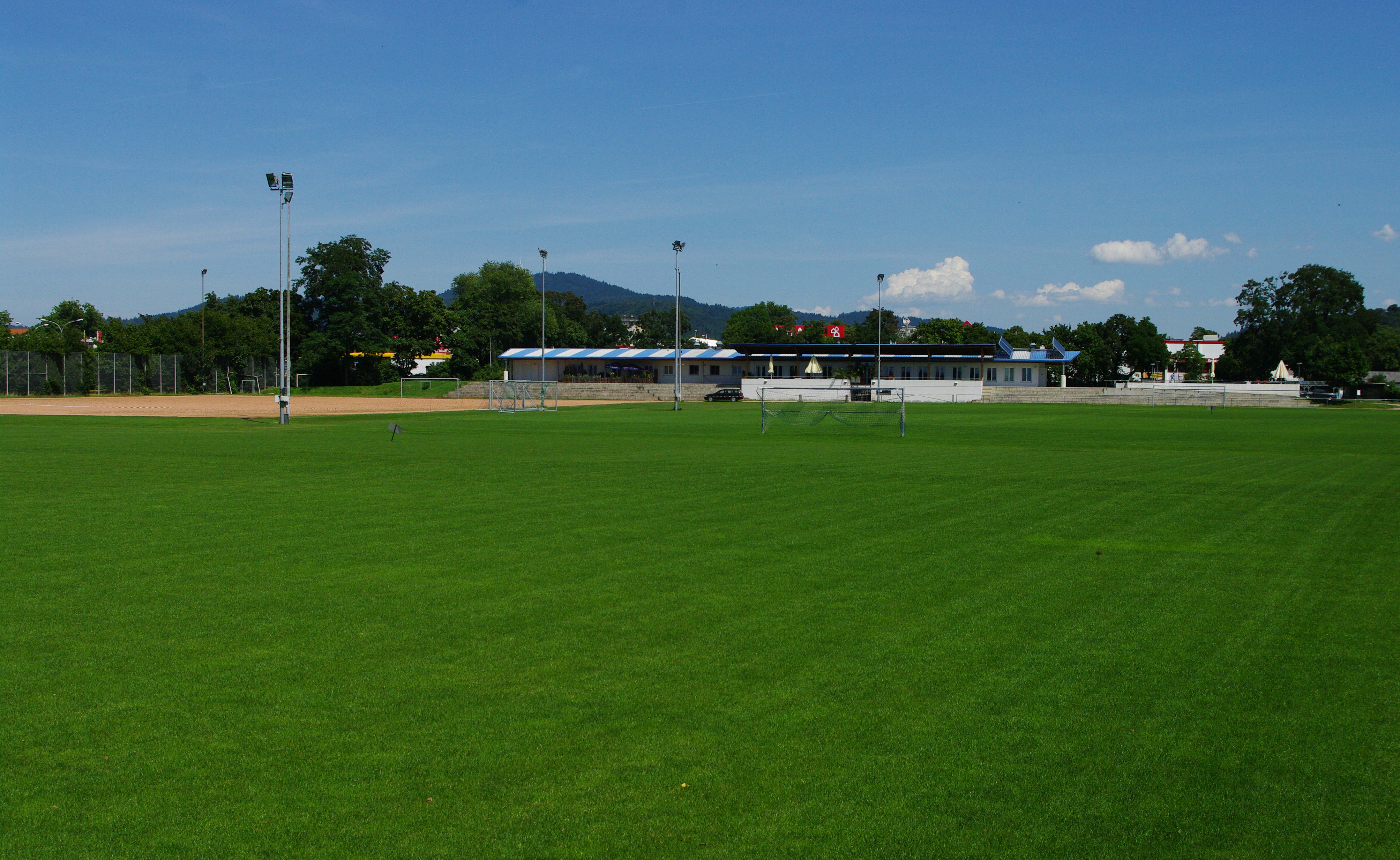
Blick vom Schildackerweg auf den großen Rasenplatz

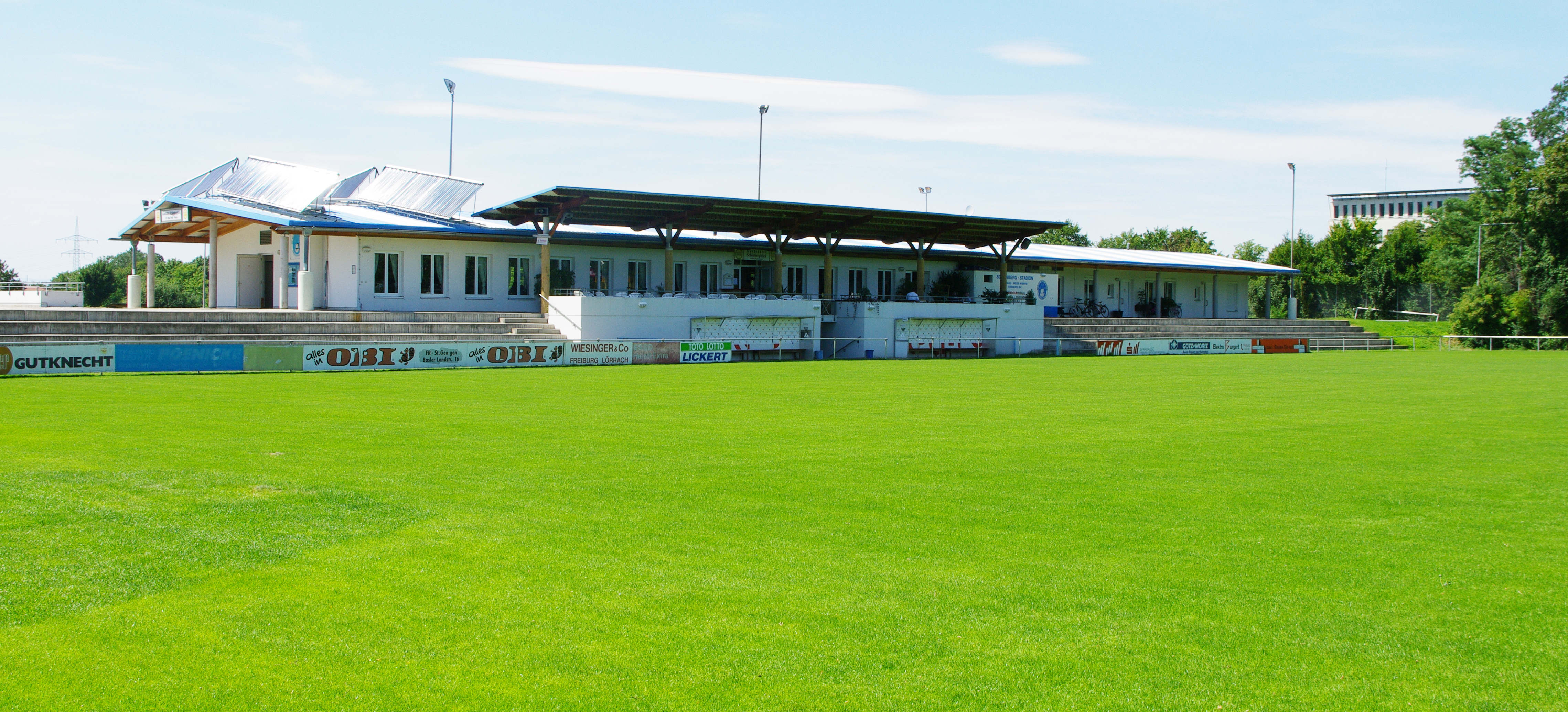
Blick von der Wiesentalstraße

Der SV Blau-Weiß Wiehre Freiburg ist ein Sportverein mit rund 600 Mitgliedern aus dem Freiburger Stadtteil Wiehre.

## Geschichte
Der Verein entstand 1994 als Fusion der SpVgg Wiehre 04 und des FC Blau-Weiß Freiburg. 

### SpVgg Wiehre 04
Die ältesten Ursprünge des heutigen Vereins liegen im 1904 gegründeten Fussballclub Germania, der sich 1919 mit dem Fußballverein Victoria zur Spielvereinigung Wiehre zusammenschloss. 1943 konnte die SpVgg Wiehre in die Südstaffel der Gauliga Baden, der damals höchsten deutschen Spielklasse aufsteigen, und mit 8:12 Punkten und 16:32 Toren den dritten Platz hinter dem Freiburger FC und dem Luftwaffen SV Freiburg belegen. Nachdem der Spielbetrieb in der Saison 1944/45 aufgrund des Zweiten Weltkriegs eingestellt worden war, folgte nach Ende des Krieges die Auflösung und Neugründung des Vereins unter dem Namen ASV Freiburg. Diesem gelang 1950 der Aufstieg in die 1. Amateurliga Südbaden, der man bis zum Abstieg 1953 angehörte. In der Folgezeit stieg der ab 1964 wieder als SpVgg Wiehre auflaufende Verein bis in die Kreisliga B ab.
Die Frauenfußballmannschaft war das Aushängeschild des Vereins. Sie nahm als südbadischer Meister 1974, 1975 und 1987 an der Deutschen Meisterschaft teil, kam aber nie über die erste Runde hinaus. Von 1978 bis 1980 spielten die Fußballerinnen in der Damenliga, der höchsten Frauenfußballliga des Südbadischen Fußballverbandes. Nach dem Wiederaufstieg 1985 wurden sie direkt Südbadischer Meister und landeten fortan am Saisonende stets auf den vordersten Plätzen. In der Saison 1990/91 holten sie dann sogar das Double (Meisterschaft/Verbandspokal) und qualifizierten sich für die Aufstiegsrunde zur Bundesliga. Da der Vorstand aber noch vor deren Austragung deutlich machte, dass man auf einen möglichen Aufstieg verzichten würde, wechselte ein Großteil der Mannschaft zum SC Freiburg.

### FC Blau-Weiß Freiburg
Die zweite Wurzel des heutigen Vereins liegt im 1911 unter dem Namen Athletik SV Freiburg-Haslach gegründeten Blau-Weiß Freiburg. Nachdem sich der Verein zwischenzeitlich mehrmals umbenannt hatte, schloss man sich 1930 mit dem FC Phönix Freiburg zum FC Kickers Freiburg zusammen, unter welchem man 1943/44 in der Gauliga Baden spielte. Nach der in der direkten Nachkriegszeit erfolgenden Auflösung des Vereins wurde 1946 der Nachfolgeverein Blau-Weiß Freiburg gegründet. Die Blau-Weißen spielten von 1947 bis 1950 in der 1. Amateurliga, verschwanden dann aber aus dem höherklassigen Fußball.

### Fusion zum SV Blau-Weiß Wiehre Freiburg
In der Saison 2006/07 spielte der durch den Zusammenschluss 1994 entstandene SV Blau-Weiß Wiehre Freiburg in der Bezirksliga Freiburg.
Neben der traditionsreichen Fußballabteilung gab es von 1970 bis 2018 auch eine Tischtennisabteilung. Die größten Mannschaftserfolge waren, die Regionalliga-Teilnahme der 1. Herrenmannschaft in der Saison 2000/01 sowie der 1. Damenmannschaft in der Saison 1998/99. 2018 löste sich die Tischtennisabteilung vom Hauptverein und gründete unter dem Namen TTC Blau-Weiss Freiburg e. V. einen eigenen Sportverein.

## Anlagen
Die Sportanlagen und das Clubheim um das Schönbergstadion im Sportpark Süd befinden sich seit 1996 an der Wiesentalstraße auf der Gemarkung Freiburg-Sankt Georgen.
Die Buslinie 11 von St. Georgen zum Hauptbahnhof hält unmittelbar vor dem Gelände. Die Haltestelle Innsbrucker Straße als Endhaltestelle der Straßenbahnlinie 4 befindet sich ca. 10 Gehminuten entfernt. Für den Radverkehr führen der FR 3 und der FR 6 entlang des Sportparks Süd. An der Lörracher Straße befindet sich eine Station des Fahrradverleihsystems Frelo.

## Bekannte Spieler und Spielerinnen
Der ehemalige Spieler Roland Wehrle von FC Blau-Weiß Freiburg wurde nach seinem Wechsel zum VfB Stuttgart 1952 Deutscher Fußballmeister.
Hans Meisel spielte in der Jugend beim FC Blau-Weiß Freiburg, wechselte später zu Eintracht Freiburg und dann zum SC Freiburg in die 2. Bundesliga und von dort aus zum FC Bayern München.
Ebenfalls aus der Jugendabteilung des SV Blau-Weiß Wiehre Freiburg entstammt Jürgen Gjasula, der noch als Jugendspieler zum SC Freiburg wechselte. Über den 1. FC Kaiserslautern, den FSV Frankfurt kam er 2011 zum MSV Duisburg und spielte dort in der 2. Bundesliga.
In der Tischtennisabteilung spielte von 2003 bis 2004 Jiří Vráblík (später mit dem 1. FC Saarbrücken in der Bundesliga) und Martin Hanak mit der 1. Mannschaft in der Regionalliga (3. Liga). Elena Lamonos spielte in der Damenmannschaft von 1998 bis 2000, zuletzt auch in der Regionalliga (3. Liga).